# Поповка (Большелиповицкий сельсовет)
Поповка — упразднённая деревня в Тамбовском районе Тамбовской области России. Входила в состав Большелиповицкого сельсовета. В 2023 году включена в состав укрупненной деревни Герасимовка.

## География
Деревня находится в центральной части Тамбовской области, в лесостепной зоне, на правом берегу реки Сухая Липовица, на расстоянии примерно 22 километров (по прямой) к юго-западу от города Тамбова, административного центра области и района. Абсолютная высота — 132 метра над уровнем моря.

### Климат
Климат умеренно континентальный, относительно сухой, с холодной продолжительной зимой и тёплым летом. Средняя температура воздуха самого холодного месяца (января) — −11,3 °C; самого тёплого месяца (июля) — 20,4 °C. Безморозный период длится 142—147 дней. Среднегодовое количество атмосферных осадков составляет 510 мм, из которых 292 мм выпадает в период с апреля по октябрь. Продолжительность залегания снежного покрова составляет в среднем 134 дня.

## Население
| 2010 |
| ---- |
| 9    |

### Половой состав
По данным Всероссийской переписи населения 2010 года в гендерной структуре населения мужчины составляли 44,4 %, женщины — соответственно 55,6 %.

### Национальный состав
Согласно результатам переписи 2002 года, в национальной структуре населения русские составляли 95 % из 22 чел.